# Gleichenia rupestris
Gleichenia rupestris là một loài dương xỉ trong họ Gleicheniaceae. Loài này được R. Br. mô tả khoa học đầu tiên năm 1810.